# Germaria barbara
Germaria barbara là một loài ruồi trong họ Tachinidae.